# Microderolus tanzaniensis
Microderolus tanzaniensis là một loài bọ cánh cứng trong họ Cerambycidae.